# Хоэнштайн (Тюрингия)
Хоэнштайн (нем. Hohenstein) — община в Германии, в земле Тюрингия.
Входит в состав района Нордхаузен. Население составляет 2606 человек (на 31 декабря 2010 года). Занимает площадь 60,81 км².